# Acrofobie
Acrofobia este o fobie sau frică extremă sau irațională de înălțime, care apare mai ales atunci când un individ nu se află la o înălțime deosebit de mare. Ea face parte dintr-o categorie de fobii specifice, cunoscute ca disconfort spațial și de mișcare, care au cauze comune și metode similare de tratament.
Majoritatea oamenilor experimentează, atunci când se află într-un loc înalt, un anumit nivel de frică naturală, cunoscut ca teama de a cădea. Există, pe de altă parte, unele persoane care nu au deloc frică de înălțime, acestea fiind potrivite pentru drumeții sau alpinism montan sau, de asemenea, pentru unele locuri de muncă la înălțime. Unii oameni pot să se teamă de vântul puternic, ca un adaos la frica de a cădea. Această fobie este cunoscută sub numele de ancraofobie.
Persoanele cu acrofobie pot avea un atac de panică atunci când se află în locuri înalte și se simt agitate până când ajung jos în siguranță. Aproximativ 2-5% din populația generală are acrofobie, numărul femeilor afectate fiind de două ori mai mare decât al bărbaților. Termenul acrofobie provine din cuvintele grecești ἄκρον (ákron), adică „vârf, margine”, și φόβος (phóbos), „frică”.

## Cauze
În mod tradițional, acrofobia a fost atribuită, la fel ca și alte fobii, condiționării clasice sau unei experiențe traumatizante. Studiile recente au pus la îndoială această explicație; frica de a cădea este, alături de frica de zgomotele puternice, una dintre cele mai frecvente temeri înnăscute sau „neasociative”. Noua teorie neasociativă susține că frica de înălțime este o adaptare evoluată la o societate în care căderile reprezintă un pericol important. Gradul de frică variază de la un individ la altul, iar termenul fobie este rezervat celor care se află la capătul extrem al spectrului. Cercetătorii au susținut că frica de înălțime este un instinct întâlnit la mai multe mamifere, inclusiv la animalele domestice și la oameni. Experimentele care utilizează obstacole vizuale au arătat că bebelușii și copiii mici, ca și animalele de diferite vârste, sunt reticenți în a se aventura pe o podea de sticlă sub care se află un spațiu gol de câțiva metri, unde ar putea cădea. În timp ce o prudență înnăscută față de înălțimi este utilă pentru supraviețuire, o frică extremă poate afecta activitățile din viața de zi cu zi, cum ar fi șederea pe o scară sau pe un scaun sau chiar urcarea pe scări.
Un posibil factor care contribuie la declanșarea acrofobiei este existența unei disfuncții în menținerea echilibrului. În acest caz, anxietatea are o bază reală. Sistemul de echilibru uman integrează indicații proprioceptive, vestibulare și vizuale pentru a calcula poziția și mișcarea. Pe măsură ce crește înălțimea, indiciile vizuale devin tot mai îndepărtate, iar echilibrul devine tot mai greu de păstrat, chiar și în cazul persoanelor normale. Cu toate acestea, majoritatea oamenilor reacționează prin utilizarea sporită a senzorilor proprioceptivi și vestibulari ai sistemului de echilibru.
Un acrofob continuă, cu toate acestea, să se bazeze prea mult pe semnale vizuale fie din cauza unei funcții vestibulare neadecvate, fie a unei strategii incorecte. Deplasarea la o înălțime mare necesită mai mult decât o prelucrare normală a semnalelor vizuale. Cortexul vizual devine supraîncărcat, producând confuzie. Unii susținători ai opiniei alternative cu privire la acrofobie avertizează că este un sfat prost încurajarea acrofobilor să-și provoace teama prin expunerea la înălțime fără a rezolva mai întâi problemele vestibulare. În prezent sunt desfășurate cercetări la mai multe clinici.

## Diagnostic

### Confuzie cu vertijul
Vertijul este un termen adesea folosit (incorect) pentru a descrie frica de înălțime, dar el este mai precis o senzație de amețeală care apare în lipsa rotirii. Această senzație poate fi declanșată de privirea în jos dintr-un loc înalt, de privirea directă a unui loc înalt sau a unui obiect înalt sau chiar de observarea unor obiecte sau ființe (o mașină sau o pasăre) trecând în viteză mare. Adevăratul vertij poate fi declanșat de aproape orice fel de mișcare (ridicarea în picioare, așezarea sau deplasarea) sau de schimbarea perspectivei vizuale (de exemplu, ghemuirea în jos, urcarea sau coborârea scărilor, privirea pe fereastră a unei mașini sau a unui tren în mișcare). Vertijul se numește vertij de înălțime atunci când senzația de vertij este declanșată de înălțimi.

## Tratament
Au fost realizate mai multe studii privind utilizarea terapiei realității virtuale pentru tratarea acrofobiei.
Mai multe tipuri diferite de medicamente sunt utilizate în tratamentul fobiilor, inclusiv a fricii de înălțime, printre care medicamente antianxietate tradiționale ca benzodiazepinele și medicamente mai noi ca antidepresivele și beta-blocantele.

## Prognoză
Unele tratamente de desensibilizare determină îmbunătățiri pe termen scurt ale simptomelor. Succesul tratamentului pe termen lung a fost insesizabil.

## Forme
Adevărata acrofobie este mai puțin frecventă.
O formă mai ușoară a fricii de înălțime, care este declanșată vizual, se numește intoleranță vizuală la înălțime. Maxim o treime dintre persoane pot avea un anumit nivel de intoleranță vizuală la înălțime.

## Acrofobia în cultură
În filmul Vertigo al lui Alfred Hitchcock, personajul John „Scottie” Ferguson, interpretat de James Stewart, este nevoit să-și dea demisia din poliție după un incident care îi cauzează atât acrofobie, cât și vertij. Cuvântul „vertigo” (vertij) este menționat doar o singură dată, în timp ce „acrophobia” este menționat de mai multe ori. La începutul filmului, Ferguson amețește în timp ce urcă pe o scară. Există numeroase referințe pe tot parcursul filmului cu privire la frica de înălțime și la frica de a cădea.

## Legături externe
- „The scariest path in the world?”, a direct test, video shot on El Camino del Rey, approaching Makinodromo